# Del Amitri
Del Amitri är ett skotskt pop/rockband, bildat i Glasgow 1983.

## Nuvarande medlemmar
- Justin Robert Currie (född 11 december 1964 i Glasgow) – sång, basgitarr
- Iain Wallace Harvie (född 19 maj 1962 i Glasgow) – gitarr
- Andy Alston – keyboard m.m.
- Ashley "Ash" Soan – trummor
- Kris Dollimore – gitarr

## Diskografi
Studioalbum
- del Amitri (1985)[2]
- Waking Hours (1989)
- Change Everything (1992)
- Twisted (1995)
- Some Other Sucker's Parade (1997)
- Can You Do Me Good? (2002)

Samlingsalbum
- Hatful of Rain: The Best of Del Amitri (1998)
- Lousy With Love: The B-Sides (1998)
- 20th Century Masters – The Best of Del Amitri (2003)
- The Collection: Best of Del Amitri (2007)

Singlar (topp 100 på UK Singles Chart)
- "Kiss This Thing Goodbye" (1989) (#59)
- "Stone Cold Sober" (1989) (#90)
- "Nothing Ever Happens" (1990) (#11)
- "Kiss This Thing Goodbye" (återutgåva) (1990) (#43)
- "Move Away Jimmy Blue" (1990) (#36)
- "Spit in the Rain" (1990) (#21)
- "Always the Last to Know" (1992) (#13)
- "Be My Downfall" (1992 (#30)
- "Just Like a Man" (1992 (#25)
- "When You Were Young" (1993) (#20)
- "Here and Now" (1995) (#21)
- "Driving with the Brakes On" (1995) (#18)
- "Roll to Me" (1995) (#22)
- "Tell Her This" (1995) (#32)
- "Not Where It's At" (1997) (#21)
- "Some Other Sucker's Parade" (1997) (#46)
- "Don't Come Home Too Soon" (1998) (#15)
- "Cry to Be Found" (1998) (#40)
- "Just Before You Leave" (2002) (#37)